# 广州荔湾领展广场
广州荔湾领展广场，前称西城都荟及领展购物广场·广州，是中国广东省广州市的一个大型综合购物商场，位於荔湾区黄沙大道8号，由和记黄埔地产（广州荔湾）有限公司发展。

## 简介
商场佔地约71,000平方米，总建筑面积88,726平方米，商场共4层（地下1层和地上3层），毗邻广州地铁1号线及6号线黄沙站、上下九步行街和沙面岛，商场上方是住宅项目逸翠湾，由建筑公司许李严设计（亚洲）有限公司设计，和记黄埔地产（广州荔湾）有限公司发展，该公司是香港和记黄埔地产有限公司与长江实业（中国）有限公司联营公司之下属公司。
香港UA院線曾在西城都荟开設其在廣州的第一间分店。UA影城约占地5500平方米，有6间戏院，共提供950个豪华座位，并将引入在香港的Cityline网上购票服务。惟戲院最終因母公司結業而於稍後結業。

## 历史
西城都荟是广州地铁开始兴建时，广州市人民政府在香港招商的首批地铁上盖综合商住项目。有报道指，和黄买下该地皮已经超过11年。2004年传出动工消息，公司宣布住宅与商业部分均可能在2007年落成。
2006年9月，西城都荟宣布引入东南亚零售巨头力宝集团旗下的乐宾百货，原计划在2007年下半年开业。但由于地基施工缓慢无法交付使用物业，乐宾百货开业时间先是延期两次后，双方最后解除合作。 商場其後引入摩登百貨，開設摩登新天地，但其後已結業，原址被拆成多間商舖。
和黃2013年8月29日發公告，旗下Viewin擬以13.92億元，出售Rhine Rise股份，另以約2.42億元作價轉讓Rhine Rise貸款；長實旗下長江中國物業，則以16.34億元出售BEL股份。Rhine Rise及BEL各持有雅和50%股權，而雅和持有廣州西城都薈廣場及位於其地庫一層與二層之所有停車場、老年活動中心。和黃預期，交易將帶來約4.9億元收益。西城都薈廣場的買家是獨立第三方離岸公司GCREF Acquisitions 22 Limited。
2017年4月9日，領展房地產投資信託基金以人民幣40.65億元向基匯資本和摩根士丹利房地產基金組成的財團收購西城都薈。西城都薈當時的物業租用率約為94.1%。
为统一旗下内地的物业品牌，领展决定将旗下内地零售物业品牌统一为“领展购物广场”，并于2020年10月30日将西城都荟更名为“领展购物广场·广州”。2024年7月25日，更名为“广州荔湾领展广场”。

## 商場結構
商場樓高四層，由於商場設計時打算引入百貨公司，因此商場分為東、西兩部分，其中地庫被廣州地鐵1號綫黃沙站站廳相隔。商場地面設有露天廣場。

## 公共交通
商场位於廣州地鐵1號綫及6號綫之黃沙站上蓋，商場旁亦附設黃沙公交總站。
█1号线、█6号线：黃沙站

## 外部連結
- 官方网站
- 广州荔湾领展广场的新浪微博